# Michael Zager
 (avril 2017).
Si vous disposez d'ouvrages ou d'articles de référence ou si vous connaissez des sites web de qualité traitant du thème abordé ici, merci de compléter l'article en donnant les références utiles à sa vérifiabilité et en les liant à la section « Notes et références ».
Pour les articles homonymes, voir Zager.
Michael Zager (né le 3 janvier 1943 à Passaic) est un producteur, compositeur américain et un professeur de musique à la Florida Atlantic University .
Zager a été membre du groupe Ten Wheel Drive (en) entre 1968 et 1973. Il connaît avec le Michael Zager Band le succès mondial avec l'album et la chanson Let's All Chant pendant l'été 1978, classé numéro un aux États-Unis et en Europe.
Zager a produit Whitney Houston en 1978 dans le Michael Zager Band, et les projets solos de Cissy Houston en 1978 et 1979, ainsi que Gladys Knight, Peabo Bryson, Luther Vandross, Deniece Williams, Jennifer Holliday, Joe Williams, Arturo Sandoval, Herb Alpert, Olatunji ou encore The Spinners.
Il est professeur de musique à l'Université de Florida Atlantic depuis plusieurs années.